# Lijst van voetbalinterlands Azerbeidzjan - Litouwen
Deze lijst van voetbalinterlands is een overzicht van alle officiële voetbalwedstrijden tussen de nationale teams van Azerbeidzjan en Litouwen. De voormalige Sovjet-republieken speelden tot op heden drie keer tegen elkaar. De eerste ontmoeting, een vriendschappelijke wedstrijd, werd gespeeld in Viljandi op 26 juni 1998. Het laatste duel, eveneens een vriendschappelijke wedstrijd, vond plaats op 25 maart 2019 in Bakoe.

## Wedstrijden
| № | Plaats   | Datum         | Competitie        | Wedstrijd               | Uitslag |
| - | -------- | ------------- | ----------------- | ----------------------- | ------- |
| 1 | Viljandi | 26 juni 1998  | Vriendschappelijk | Litouwen – Azerbeidzjan | 1 – 2   |
| 2 | Vilnius  | 26 maart 2008 | Vriendschappelijk | Litouwen – Azerbeidzjan | 1 – 0   |
| 3 | Bakoe    | 25 maart 2019 | Vriendschappelijk | Azerbeidzjan – Litouwen | 0 – 0   |

## Samenvatting
| Competitie        | Totaal gespeeld | Winst Azerbeidzjan | Gelijk | Winst Litouwen | Doelsaldo Azerbeidzjan – Litouwen |
| ----------------- | --------------- | ------------------ | ------ | -------------- | --------------------------------- |
| Vriendschappelijk | 3               | 1                  | 1      | 1              | 2 − 2                             |
| Totaal            | 3               | 1                  | 1      | 1              | 2 − 2                             |

Wedstrijden bepaald door strafschoppen worden, in lijn met de FIFA, als een gelijkspel gerekend.